# Joe Salisbury
Joe Salisbury (* 20. April 1992 in London) ist ein britischer Tennisspieler aus England.

## Karriere
Joe Salisbury gewann bislang neun Challengertitel im Doppel. Seinen ersten Auftritt auf der ATP World Tour hatte er zusammen mit David O’Hare, mit dem er bei den U.S. National Indoor Tennis Championships in Memphis im Februar 2014 antrat. Sie verloren ihre Erstrundenpartie gegen Bob Bryan und Mike Bryan in zwei Sätzen. In den Saisons 2018 und 2019 gewann er je zwei Doppeltitel auf der ATP Tour. Seinen bis dahin größten Erfolg feierte er Anfang 2020 bei den Australian Open, als er mit Rajeev Ram nach einem Finalsieg über Max Purcell und Luke Saville seinen ersten Grand-Slam-Titel gewann und dadurch auf Rang vier in der Weltrangliste aufstieg.
Bei den US Open 2021 gewann Salisbury sowohl den Titel im Herrendoppel (mit Rajeev Ram gegen Jamie Murray/Bruno Soares) als auch den Titel im Mixed (mit Desirae Krawczyk gegen Marcelo Arévalo/Giuliana Olmos).

## Erfolge
| Legende (Anzahl der Siege)      |
| Grand Slam (6)                  |
| ATP World Tour Finals (2)       |
| ATP World Tour Masters 1000 (3) |
| ATP World Tour 500 (4)          |
| ATP World Tour 250 (4)          |
| ATP Challenger Tour (9)         |

| ATP-Titel nach Belag |
| Hartplatz (16)       |
| Sand (3)             |
| Rasen (0)            |

### Doppel

#### Turniersiege

##### ATP World Tour
| Nr. | Datum              | Turnier         | Belag         | Partner       | Finalgegner                        | Ergebnis          |
| --- | ------------------ | --------------- | ------------- | ------------- | ---------------------------------- | ----------------- |
| 1.  | 30. September 2018 | Shenzhen        | Hartplatz     | Ben McLachlan | Robert Lindstedt Rajeev Ram        | 7:65, 7:64        |
| 2.  | 28. Oktober 2018   | Wien (1)        | Hartplatz (i) | Neal Skupski  | Mike Bryan Édouard Roger-Vasselin  | 7:65, 6:3         |
| 3.  | 2. März 2019       | Dubai           | Hartplatz     | Rajeev Ram    | Ben McLachlan Jan-Lennard Struff   | 7:64, 6:3         |
| 4.  | 27. Oktober 2019   | Wien (2)        | Hartplatz (i) | Rajeev Ram    | Łukasz Kubot Marcelo Melo          | 6:4, 6:75, [10:5] |
| 5.  | 2. Februar 2020    | Australian Open | Hartplatz     | Rajeev Ram    | Max Purcell Luke Saville           | 6:4, 6:2          |
| 6.  | 15. August 2021    | Toronto         | Hartplatz     | Rajeev Ram    | Nikola Mektić Mate Pavić           | 6:3, 4:6, [10:3]  |
| 7.  | 10. September 2021 | US Open (1)     | Hartplatz     | Rajeev Ram    | Jamie Murray Bruno Soares          | 3:6, 6:2, 6:2     |
| 8.  | 3. Oktober 2021    | San Diego       | Hartplatz     | Neal Skupski  | John Peers Filip Polášek           | 7:62, 3:6, [10:5] |
| 9.  | 17. April 2022     | Monte Carlo     | Sand          | Rajeev Ram    | Juan Sebastián Cabal Robert Farah  | 6:4, 3:6, [10:7]  |
| 10. | 21. August 2022    | Cincinnati      | Hartplatz     | Rajeev Ram    | Tim Pütz Michael Venus             | 7:64, 7:65        |
| 11. | 9. September 2022  | US Open (2)     | Hartplatz     | Rajeev Ram    | Wesley Koolhof Neal Skupski        | 7:64, 7:5         |
| 12. | 20. November 2022  | Turin (1)       | Hartplatz (i) | Rajeev Ram    | Nikola Mektić Mate Pavić           | 7:64, 6:4         |
| 13. | 27. Mai 2023       | Lyon            | Sand          | Rajeev Ram    | Nicolas Mahut Matwé Middelkoop     | 6:0, 6:3          |
| 14. | 8. September 2023  | US Open (3)     | Hartplatz     | Rajeev Ram    | Rohan Bopanna Matthew Ebden        | 2:6, 6:3, 6:4     |
| 15. | 29. Oktober 2023   | Wien (3)        | Hartplatz (i) | Rajeev Ram    | Nathaniel Lammons Jackson Withrow  | 6:4, 5:7, [12:10] |
| 16. | 19. November 2023  | Turin (2)       | Hartplatz (i) | Rajeev Ram    | Marcel Granollers Horacio Zeballos | 6:3, 6:4          |
| 17. | 13. Januar 2024    | Adelaide        | Hartplatz     | Rajeev Ram    | Rohan Bopanna Matthew Ebden        | 7:5, 5:7, [11:9]  |

##### ATP Challenger Tour
| Nr. | Datum             | Turnier      | Belag         | Partner          | Finalgegner                               | Ergebnis          |
| --- | ----------------- | ------------ | ------------- | ---------------- | ----------------------------------------- | ----------------- |
| 1.  | 21. November 2015 | Champaign    | Hartplatz (i) | David O’Hare     | Austin Krajicek Nicholas Monroe           | 6:1, 6:4          |
| 2.  | 27. November 2016 | Columbus     | Hartplatz (i) | David O’Hare     | Luke Bambridge Cameron Norrie             | 6:3, 6:4          |
| 3.  | 4. Februar 2017   | Dallas       | Hartplatz (i) | David O’Hare     | Jeevan Nedunchezhiyan Christopher Rungkat | 6:76, 6:3, [11:9] |
| 4.  | 29. Juli 2017     | Granby       | Hartplatz     | Jackson Withrow  | Marcel Felder Gō Soeda                    | 4:6, 6:3, [10:6]  |
| 5.  | 8. Oktober 2017   | Stockton     | Hartplatz     | Brydan Klein     | Denis Kudla Miķelis Lībietis              | 6:2, 6:4          |
| 6.  | 22. Oktober 2017  | Las Vegas    | Hartplatz     | Brydan Klein     | Hans Hach Verdugo Dennis Novikov          | 6:3, 4:6, [10:3]  |
| 7.  | 13. Januar 2018   | Bangkok      | Hartplatz     | Jamie Cerretani  | Enrique López Pérez Pedro Martínez        | 6:75, 6:3, [10:8] |
| 8.  | 27. Mai 2018      | Loughborough | Hartplatz (i) | Frederik Nielsen | Luke Bambridge Jonny O’Mara               | 3:6, 6:3, [10:4]  |
| 9.  | 16. Juni 2018     | Nottingham   | Rasen         | Frederik Nielsen | Austin Krajicek Jeevan Nedunchezhiyan     | 7:65, 6:1         |

#### Finalteilnahmen
| Nr. | Datum             | Turnier         | Belag         | Partner      | Finalgegner                         | Ergebnis          |
| --- | ----------------- | --------------- | ------------- | ------------ | ----------------------------------- | ----------------- |
| 1.  | 5. Januar 2019    | Brisbane        | Hartplatz     | Rajeev Ram   | Marcus Daniell Wesley Koolhof       | 4:6, 6:76         |
| 2.  | 23. Juni 2019     | Queen’s Club    | Rasen         | Rajeev Ram   | Feliciano López Andy Murray         | 6:76, 7:5, [5:10] |
| 3.  | 20. Oktober 2019  | Antwerpen       | Hartplatz (i) | Rajeev Ram   | Kevin Krawietz Andreas Mies         | 6:71, 3:6         |
| 4.  | 21. Februar 2021  | Australian Open | Hartplatz     | Rajeev Ram   | Ivan Dodig Filip Polášek            | 3:6, 4:6          |
| 5.  | 16. Mai 2021      | Rom             | Sand          | Rajeev Ram   | Nikola Mektić Mate Pavić            | 4:6, 6:74         |
| 6.  | 25. Juni 2021     | Eastbourne      | Rasen         | Rajeev Ram   | Nikola Mektić Mate Pavić            | 4:6, 3:6          |
| 7.  | 31. Oktober 2021  | Wien            | Hartplatz (i) | Rajeev Ram   | Juan Sebastián Cabal Robert Farah   | 4:6, 2:6          |
| 8.  | 21. November 2021 | Turin           | Hartplatz (i) | Rajeev Ram   | Pierre-Hugues Herbert Nicolas Mahut | 4:6, 6:70         |
| 9.  | 13. August 2023   | Toronto (1)     | Hartplatz     | Rajeev Ram   | Marcelo Arévalo Jean-Julien Rojer   | 3:6, 1:6          |
| 10. | 12. August 2024   | Montreal (2)    | Hartplatz     | Rajeev Ram   | Marcel Granollers Horacio Zeballos  | 2:6, 6:74         |
| 11. | 22. Februar 2025  | Doha            | Hartplatz     | Neal Skupski | Julian Cash Lloyd Glasspool         | 3:6, 2:6          |
| 12. | 20. April 2025    | Barcelona       | Sand          | Neal Skupski | Sander Arends Luke Johnson          | 3:6, 7:61, [6:10] |
| 13. | 7. Juni 2025      | French Open     | Sand          | Neal Skupski | Horacio Zeballos Marcel Granollers  | 0:6, 7:65, 5:7    |

### Mixed

#### Turniersiege
| Nr. | Datum              | Turnier     | Belag     | Partner          | Finalgegner                    | Ergebnis         |
| --- | ------------------ | ----------- | --------- | ---------------- | ------------------------------ | ---------------- |
| 1.  | 10. Juni 2021      | French Open | Sand      | Desirae Krawczyk | Jelena Wesnina Aslan Karazew   | 2:6, 6:4, [10:5] |
| 2.  | 11. September 2021 | US Open     | Hartplatz | Desirae Krawczyk | Giuliana Olmos Marcelo Arévalo | 7:5, 6:2         |

#### Finalteilnahmen
| Nr. | Datum         | Turnier       | Belag | Partner       | Finalgegner                    | Ergebnis   |
| --- | ------------- | ------------- | ----- | ------------- | ------------------------------ | ---------- |
| 1.  | 11. Juli 2021 | Wimbledon (1) | Rasen | Harriet Dart  | Neal Skupski Desirae Krawczyk  | 2:6, 6:71  |
| 2.  | 10. Juli 2025 | Wimbledon (2) | Rasen | Luisa Stefani | Sem Verbeek Kateřina Siniaková | 6:73, 6:73 |

## Abschneiden bei Grand-Slam-Turnieren

### Doppel
Die Tabelle listet die Ergebnisse der Grand-Slam-Turniere, der ATP Finals, der Olympischen Spiele, des Davis Cups und der Masters-Turniere auf.
| Turnier           | 2025 | 2024 | 2023 | 2022 | 2021 | 2020 | 2019 | 2018 | 2017 | Karriere |
| ----------------- | ---- | ---- | ---- | ---- | ---- | ---- | ---- | ---- | ---- | -------- |
| Australian Open   | 2    | AF   | AF   | HF   | F    | S    | AF   | —    | —    | 1 × S    |
| French Open       | F    | VF   | AF   | VF   | 2    | VF   | VF   | —    | —    | 1 × F    |
| Wimbledon         | VF   | 2    | 1    | HF   | HF   |      | AF   | HF   | 1    | 3 × HF   |
| US Open           |      | AF   | S    | S    | S    | HF   | —    | 1    | —    | 3 × S    |
| ATP Finals        |      | —    | S    | S    | F    | HF   | RR   | —    | —    | 2 × S    |
| Indian Wells      | AF   | AF   | 1    | HF   | AF   |      | 1    | —    | —    | 1 × HF   |
| Miami             | 1    | VF   | AF   | VF   | HF   |      | AF   | —    | —    | 1 × HF   |
| Monte Carlo       | AF   | AF   | AF   | S    | AF   |      | 1    | —    | —    | 1 × S    |
| Madrid            | AF   | AF   | 1    | AF   | 1    |      | 1    | —    | —    | 3 × AF   |
| Rom               | HF   | VF   | VF   | 1    | F    | 1    | 1    | —    | —    | 1 × F    |
| Kanada            |      | F    | F    | AF   | S    |      | HF   | —    | —    | 1 × S    |
| Cincinnati        |      | VF   | AF   | S    | VF   | HF   | 1    | —    | —    | 1 × S    |
| Shanghai          |      |      |      |      |      |      | VF   | —    | —    | 1 × VF   |
| Paris             |      | 1    | HF   | VF   | AF   | —    | VF   | —    | —    | 1 × HF   |
| Olympische Spiele |      | 1    |      |      |      | VF   |      |      |      | 1 × VF   |
| Davis Cup         |      |      |      | RR   | VF   | VF   | —    | —    | —    | 1 × RR   |

Zeichenerklärung: S = Turniersieg; F, HF, VF, AF = Einzug ins Finale, Halb-, Viertel-, Achtelfinale; 1, 2, 3 = Ausscheiden in der 1., 2., 3. Haupt- / Finalrunde; Q1, Q2, Q3 = Ausscheiden in der 1., 2. 3. Qualifikationsrunde; RR = Round Robin (Gruppenphase); nicht ausgetragen oder andere Kategorie; PO (Playoff), P2 = Auf-/Abstiegsrunde zur Weltgruppe I/II im Davis Cup; W2 = Teilnahme in der Weltgruppe II

### Mixed
| Turnier         | 2017 | 2018 | 2019 | 2020 | 2021 | 2022 | 2023 | 2024 | 2025 | Karriere |
| --------------- | ---- | ---- | ---- | ---- | ---- | ---- | ---- | ---- | ---- | -------- |
| Australian Open | —    | —    | —    | 1    | HF   | 1    | —    | VF   | 1    | HF       |
| French Open     | —    | —    | —    |      | S    | —    | 1    | AF   | 1    | S        |
| Wimbledon       | 1    | 1    | 1    |      | F    | —    | AF   | AF   | F    | F        |
| US Open         | —    | —    | AF   |      | S    | —    | 1    | 1    |      | S        |